# یارا سیمرمان می‌خوابه، دروغ میگه
یارا سیمرمان می‌خوابه، دروغ میگه (چکی: Jára Cimrman ležící, spící) یک فیلم کمدی محصول کشور چکسلواکی به کارگردانی لادیسلاو اسمولیاک است که در سال ۱۹۸۳ منتشر شد. این فیلم زندگینامه ای از قهرمان ملی تخیلی چک به نام یارا سیمرمان است که توسط ازدنیک سویه‌راک به تصویر کشیده شده است.